# Levirat
Leviratul este un tip particular de mariaj (și practica juridică corespunzătoare) în care fratele unui defunct este obligat să se căsătorească cu văduva acestuia. Obiceiul se trage din antichitate, unde era practicat de egipteni, babilonieni, fenicieni și evrei,  și este întâlnit și în ziua de astăzi la unele popoare din Africa și Asia.
Termenul a pătruns în limba română din franceză: lévirat, care l-a rândul său este derivat de la latinescul levir, care înseamnă „fratele soțului”.